# Honfleur
Honfleur là một xã trong tỉnh Calvados, thuộc vùng Normandie của nước Pháp, có dân số là 8178 người (thời điểm 1999). Honfleur nằm cạnh cửa sông Seine. Nhiều họa sĩ như Gustave Courbet, Alfred Sisley, Johan Barthold Jongkind, Claude Monet, Camille Pissarro, Pierre-Auguste Renoir và Paul Cézanne đã đến đây và thường gặp nhau trong Ferme St-Siméon, nguyên là một nông trại, được xem là nơi phát sinh trường phái ấn tượng, ngày nay là một khách sạn sang trọng.

## Nhân khẩu học
| 1962  | 1968  | 1975  | 1982  | 1990  | 1999  |
| ----- | ----- | ----- | ----- | ----- | ----- |
| 9.141 | 9.292 | 9.188 | 8.495 | 8.272 | 8.178 |

## Các thành phố kết nghĩa
- , Sandwich, Kent, Vương quốc Anh

## Những người con của thành phố
- Alphonse Allais, nhà văn
- Ernest Henri Besnier, bác sĩ
- Eugène Boudin, họa sĩ
- Eric Satie, nhà soạn nhạc và nghệ sĩ dương cầm